# Ola Olstad
Ola Kristoffersen Olstad (Øyer, 22 febbraio 1885 – Oslo, 15 novembre 1969) è stato uno zoologo ed esploratore norvegese.
Il ghiacciaio Olstad sull'isola Pietro I prende il nome da lui.

## Esplorazione
Oldstad si unì alla spedizione Norvegia I in Antartide dal 1927 al 1928. Guidò poi la spedizione Norvegia II in Antartide dal 1928 al 1929. Fu in questa spedizione che l'isola di Pietro I fu rivendicata per la Norvegia il 2 febbraio 1929.